# 1453 Fennia
1453 Fennia је астероид са пречником од приближно 7,23 .
Афел астероида је на удаљености од 1,951 астрономских јединица (АЈ) од Сунца, а перихел на 1,843 АЈ.
Ексцентрицитет орбите износи 0,028, инклинација (нагиб) орбите у односу на раван еклиптике 23,676 степени, а орбитални период износи 954,448 дана (2,613 године).
Апсолутна магнитуда астероида је 12,83 а геометријски албедо 0,249.
Астероид је откривен 8. марта 1938. године.